# Кармановская ГРЭС
Кармановская ГРЭС — конденсационная тепловая электрическая станция в с. Энергетик (городской округ Нефтекамск, Башкортостан), на реке Буй.
Помимо электрической энергии Кармановская ГРЭС отпускает тепловую энергию в горячей воде и в паре.

## История
Кармановская ГРЭС была спроектирована и построена в соответствии с восьмым пятилетним планом развития народного хозяйства СССР на северо-западе Башкирской АССР с целью использования в качестве топлива местной высокосернистой нефти. Пусковой комплекс первого из шести блоков был введен в работу 16 декабря 1968 года. В дальнейшем, вводя ежегодно по одному блоку мощностью 300 МВт, электростанция в 1973 г. стала самой мощной в Башкирской АССР.
12 марта 1981 года Кармановская ГРЭС была награждена орденом Трудового Красного Знамени.
Позднее государственное предприятие было передано в состав ООО «Башкирская генерирующая компания»

## Установленное оборудование
В составе электростанции шесть блоков, каждый из которых состоит из парового котла Пп-950-255ГМ производительностью 950 тонн пара в час и турбоагрегата К-300-240 мощностью 300 МВт. Блоки вводились ежегодно по одному с 1968 по 1973 год.
Установленная электрическая мощность на 1 января 2011 года составляла 1 800 МВт, тепловая — 204 Гкал/ч. Коэффициент использования установленной электрической мощности составил в 2010 году 72,1 %. В настоящее время электрическая мощность электростанции составляет 1856,2 МВт. Увеличение мощности связано с модернизациями, проведенными на Кармановской ГРЭС на энергоблоках 1,3,6.
Три дымовые трубы электростанции достигают высоты 180, 250 и 270 метров, они были введены в строй в 1968, 1971 и 1973 годах, соответственно.

## Известные сотрудники
- Хакимов Ахмет Галимович  - энергетик, главный инженер, Орден «Трудового красного знамени»,1974 г; медаль «Ветеран Труда», 1987 г; изобретатель (патент 769196).
- Сабирзянов, Анас Галимзянович — энергетик, лауреат Государственной премии СССР (1979).
- Володин, Юрий Константинович — энергетик, Орден «Знак почёта», 1986 г.; орден Дружбы, 2000 г.; Заслуженный энергетик Республики Башкортостан, 2009 г.; звание «Почётный гражданин г. Нефтекамска», 2013 г.; депутат Государственного Собрания — Курултая Республики Башкортостан 4-го созыва (2008—2013 гг.)